# 帕斯库亚尔·莫昆比
帕斯库亚尔·曼努埃尔·莫昆比（英語：Pascoal Manuel Mocumbi，1941年4月10日—2023年3月25日），莫桑比克政治人物，第二任莫桑比克总理。

## 教育经历
莫昆比出生于1941年4月10日，他于1952年在葡屬東非的伊尼揚巴內省读完小学后，又于1953年到1960年间前往洛伦索马克斯（今马普托）完成中学学业。
1961年，莫昆比参与筹资组建了一个学生组织，随后被任命为该组织的总干事及副主席。1960年至1961年，莫昆比前往葡萄牙本土的里斯本大学医学院就读，随后出于政治原因离开葡萄牙，转到法国的普瓦捷大学继续就读至1963年。
1962年，莫昆比在坦桑尼亚参与组建了莫桑比克解放阵线党，并参与运作其下属组织“法规、计划和决议”（Statutes, Program and Resolutions）。1963年，莫昆比中断学业前往坦桑尼亚参与管理莫桑比克解放阵线党的一些事务，并被选为该党信息及宣传部部长。1965年到1967年间，莫昆比被选为莫桑比克解放阵线党在阿尔及利亚的长期代表。
1967年，莫昆比前往瑞士的洛桑大学继续学业，于1973年取得博士学位，就学期间还在一家医院接受了一段时期的护理训练。
完成学业后，莫昆比通过实习（项目包括外科、产科、药学及儿科学等），于1973年到1975年间在瑞士的一家医院担任助理医生。1975年，莫昆比在塞内加尔的達喀爾取得一份卫生规划文凭（Diploma in Sanitary Planning）。

## 从医生涯
回到莫桑比克后，莫昆比继续在马普托中心医院的妇产科部门担任医生，同时还曾在数家医院担任要职，直到1980年为止。在此期间，他以贝拉国家基地协调员的身份参与了全国疫苗接种运动，该运动最终促使莫桑比克成功消灭麻疹。1976年到1979年间，莫昆比与其他人共同作出了关于世界健康情况情况的报告。

## 政治生涯
莫昆比是1980年莫桑比克共和国政府的一员，曾经担任卫生部部长，直至1987年卸任。莫昆比非常重视母婴健康问题，亦曾对此作出过个人捐献，在担任卫生部长期间，他牵头开设了母婴健康基础课程。他还参与开设了外科医师课程，并有亲自任教，一定程度上促进了国内外科事业的发展，同时他也参与撰写了几部产科学书籍。
1987年至1994年，莫昆比进入外交部工作，期间为保持对于外部不和谐事务的中立立场和与西方国家关系的正常化作出了诸多贡献。1994年至1999年间，莫昆比在协调政府重建、控制通货膨胀和经济增长等方面亦有一些特别贡献。
2003年，莫昆比在政府的推举下，被派去与胡利奧·弗倫克、李鍾郁、彼得·皮奥特和伊斯梅尔·萨拉姆等其他四人竞选被政府指派为世卫组织总干事，最终李鍾郁成功当选。
2004年，莫昆比在政府重组后离职。

## 退出政坛后
莫昆比对世卫组织和艾滋病防治颇有兴趣，并强烈支持南非的防治疟疾倡议，该倡议强调通过建立广泛的伙伴关系来消除贫困和健康不良，以求遏制疾病的传播，于2005年开始实施。
2004年至2013年间，莫昆比被任命为欧洲与发展中国家临床试验伙伴（European and Developing Countries Clinical Trials Partnership，EDCTP）高级代表。

## 其他活动
- 国际妇女健康联盟董事会成员（1995年起）
- 莫桑比克医学联合会成员（1993年起）
- 疟疾药物事业会董事会成员（1999年–2010年）[5]
- 世卫组织卫生与发展工作队成员（1990年–1999年）

## 个人生活
莫昆比的妻子名叫阿德利娜·伊莎贝尔·贝纳迪努·佩恩丹·莫昆比（Adelina Isabel Bernardino Paindane Mocumbi），二人共有六个孩子。莫昆比信奉長老宗，会说葡萄牙语、法语、英语等多种语言，爱好阅读和慢跑。
莫昆比于2023年3月25日去世，此前他已多年遭受健康问题困扰。